# Studio 4°C
Studio 4 °C Co., Ltd. (株式会社スタジオよんどしい Kabushiki-gaisha Sutajio Yondo Shii?) es un estudio de animación japonés fundado por Eiko Tanaka y Kōji Morimoto en 1986. El nombre proviene de la temperatura en la que el agua es más densa.

## Historia
Studio 4 °C tiene numerosas películas características producidas, OVAs y cortometrajes. Los primeros títulos de películas incluyen Memories, Spriggan y Princess Arete. En 2003, a través de una producción conjunta con Warner Bros., Studio 4 °C creó cinco segmentos de The Animatrix. Al año siguiente, se creó la galardonada película de vanguardia Mind Game. La siguiente película de Studio 4 °C, Tekkon Kinkreet, ganó seis premios, incluyendo Best Animated Film en el Fantasia 2007, Lancia Platinum Grand Prize en el Future Film Festival y Japan Academy Prize por ser escogida como la animación del año. También se presentó para el Oscar 2007 siendo considerada en la categoría Animated Feature Film del Academy Award en Estados Unidos.
En el año 2007 se dio el lanzamiento de la película de antología, Genius Party, una colección de siete cortometrajes. Genius Party Beyond, una colección de cinco cortometrájes fue lanzado el año siguiente, como lo era la historia paralela Gotham Knight de Batman, y la serie de OVAs, Detroit Metal City. El año siguiente First Squad: The Moment of Truth fue premiado en el Festival Internacional de Cine de Moscú. En febrero de 2010 contribuyeron con dos cortos a la antología Halo Legends: "Origins", y "The Babysitter".

## Obras

### Largometrajes
- Memories (1995)
- Spriggan (1998)
- Princess Arete (2001)
- Mind Game (2004)
- Steamboy (2005)
- Tekkonkinkreet (2006)
- First Squad: The Moment of Truth (2009)
- Berserk: Golden Age Arc
  - The Egg of the King (2012)
  - The Battle for Doldrey (2012)
  - The Descent (2013)
- Justice League: The Flashpoint Paradox (2013)
- Harmony (2015)

### Series de televisión
- Uraroji Diamond (2000)
- Piroppo (2001)
- Super Robot Monkey Team Hyperforce Go! (2004)
- Tweeny Witches (2004)
- Kimagure Robot (2004)
- Ani*Kuri15 (2007)
- Transformers: Animated (2008)
- ThunderCats (2011)
- Chiisana Hana no Uta (2013)

### OVAs
- Debutante Detective Corps (1996)
- Eternal Family (1997)
- The Animatrix – "Kid's Story" (2003)
- Hijikata Toshizo: Shiro no Kiseki (2004)
- Batman: Gotham Knight (2008)
  - Have I Got A Story For You
  - Working Through Pain
- Detroit Metal City (2008)
- Street Fighter IV – Aratanaru Kizuna (2009)
- Halo Legends (2010)
  - The Babysitter
  - Origins
- Kuro no Sumika - Chronus - (Young Animator Training Project, 2014)

### Vídeos musicales
- Ken Ishii – "Extra" (1996)
- The Bluetones – "Four Day Weekend" (1998)
- Glay – "Survival" (1999)
- Ayumi Hamasaki – "Connected" (2002)
- Ligalize – "Pervyi Otryad" ("First Squad") (2005)
- Hikaru Utada – "Passion" (2006)

### Cortometrajes
- Noiseman Sound Insect (1997)
- Gondora (1998)
- Digital Juice (2001)
- Jigen Loop (2001)
- Sweat Punch (5 cortometrajes, 2001–2002. Recogidos y puestos en libertad en DVD en 2007) – "Professor Dan Petory's Blues", "End of the World", "Comedia", "Beyond", y "Junk Town".
- Amazing Nuts! Parte 1 – Global Astroliner (2006)
- Amazing Nuts! Parte 2 – Glass Eyes (2006)
- Amazing Nuts! Parte 3 – Kung Fu Love – Even If You Become the Enemy of the World (2006)
- Amazing Nuts! Parte 4 – Joe and Marilyn (2006)
- Tamala's "Wild Party" (2007)
- Genius Party (7 de julio de 2007) una colección de 7 cortometrajes
- Genius Party Beyond (February 15, 2008) una colección de 5 cortometrajes
- The Babysitter (2009) un corto de Halo Legends que retrata la relación entre los Spartans y la ODSTs
- My Last Day (2011) – creado en asociación con The JESUS Film Project, Brethren Entertainment, y Barry Cook
- Kid Icarus: Uprising – "Medusa's Revenge"[1] (2012) – corto promocional para el videojuego, Kid Icarus: Uprising
- Drive Your Heart (2013) Spin-off para PES-peace eco smile, cortometraje producido para hacer publicidad a Toyota.
- Tuzki: Love Assassin (2014)
- Turnover (2015) adaptación del manga que lleva el mismo nombre, con el propósito de hacer publicidad para Benesse[2][3]

### Videojuegos
- Ace Combat 04: Shattered Skies (2001)
- Summon Night 3 (2003)
- Rogue Galaxy (2005)
- Lunar Knights (2006)
- Jeanne D'Arc (2006)
- .hack//Link (2010)
- Catherine (2011)
- Asura's Wrath (2012)
- Toukiden (2013)
- Tokyo Mirage Sessions ♯FE (2015)[4]
- Guardian's Violation (2015)[5]
- Doodle Champion Island Games (2021)

### Comerciales
- Nike – Chamber of Fear (Self Doubt) (2004)
- Honda Edix presents Edix Six – kiro (2006)

### Otros proyectos
- Kamikaze Girls (2004) – Segmento animado
- Lincoln (2005) – Animación de apertura y diseños de personajes
- Kurosagi (2006) – Animación de apertura
- Donju (2009) – Segmento animado
- Attraction (2010) – Anuncio de servicio público interactivo contra el tabaquismo realizado con El Instituto Nacional de Educación Preventiva y Sanitaria en Francia
- My Last Day (2011) – Un breve anime de Pascua Campus Crusade for Christ
- PES-peace eco smile (2012) – Serie de cortometrajes producidos para publicitar Toyota
- The Amazing World of Gumball (2016) – Dragon Ball secuencia de flashback al estilo manga y Kill la Kill - secuencia de lucha al estilo entre Nicole y la madre de Masami, Yuki para el episodio de la cuarta temporada "The Fury"
- Doodle Champion Island Games (2021) – Doodle de Google[6]